# Poterie de Cagnotte

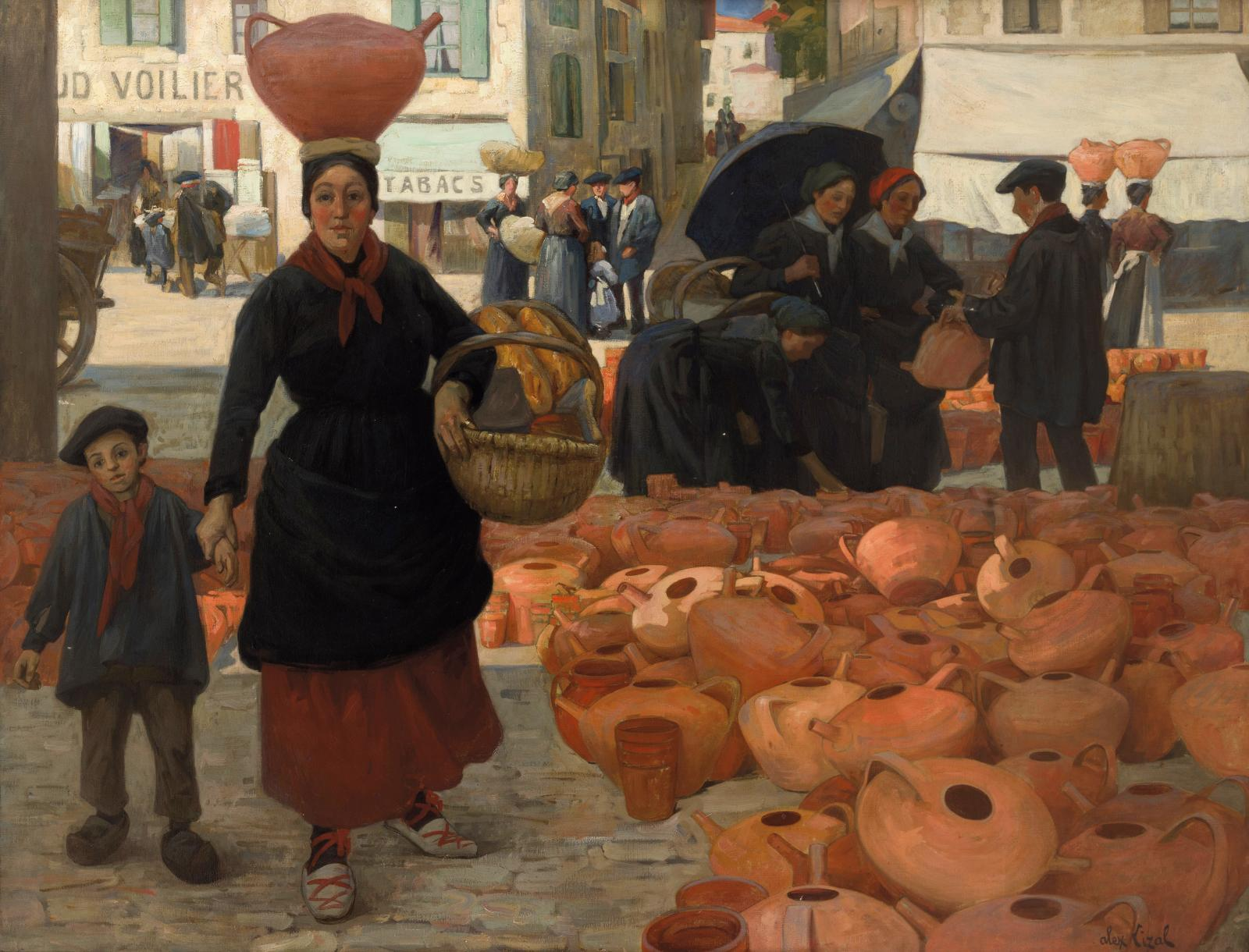
Le Marché aux cruches à Dax par Alex Lizal, 1903. Les poteries de l'étal sont des pégas de type « Cagnotte ».

La poterie de Cagnotte est une production céramique à usage essentiellement utilitaire existant dans le village de Cagnotte, dans les Landes, du Moyen Âge au XXe siècle. Sa pièce la plus emblématique est le pega, la cruche à eau portée sur la tête, employée dans toute la Gascogne et au-delà, aussi appelé « la Cagnotte ».

## Histoire
Du premier quart du XIXe siècle au début du XXe siècle, Cagnotte est le principal centre potier du bas Adour, rivalisant avec ceux de Pouillon, Dax, Cauneille ou Saugnac-et-Cambran. Dans cette zone géographique comprise entre l'Adour et les Gaves réunis, l'activité potière est semblable : des ateliers dispersés, des méthodes identiques, des poteries de mêmes formes et couleurs. Les ateliers du bas Adour sont néanmoins concurrencés sur les marchés par la vaisselle venue d'autres centres potiers comme Brocas / Canenx ou Laàs puis ceux du sud-est de la France. À l'inverse des potiers de Castandet aux produits multiples, Cagnotte et le bas Adour se spécialisent ainsi surtout dans le pega, la cruche à eau portée sur la tête, typique de la Gascogne. Ce récipient finit tardivement par être appelé « la Cagnotte » dans le langage populaire,,. Le pega se vend dans tout le sud des Landes, apporté par des attelages rembourrés de paille sur des marchés comme ceux de Dax ou Peyrehorade ou, transporté par gabares sur le Gave ou l'Adour, jusqu'à Bayonne, voire à la frontière espagnole,,. Cette ustensile connaît un énorme succès commercial, explicable par le besoin d'avoir au moins deux cruches par foyer, avant la généralisation de l'accès à l'eau potable.
L'activité potière cagnottaise pourrait remonter au tournant des époques médiévale et moderne mais la documentation ne l'atteste qu'à partir de la fin du XVIIe siècle,. Alors qu'ailleurs les potiers-fabricants sont propriétaires de l'outil de production, l'originalité du bas Adour est que les artisans sont pour beaucoup des fabricants-locataires ou les ouvriers d'un atelier possédé par un non-potier. Cagnotte compte jusqu'à treize ateliers de potiers, en 1891. Les derniers représentants sont l'atelier Narbey, fermé en 1924, et l'atelier Mathieu, arrêté en 1930,. À la fin, Pierre Mathieu fabrique de petits pegas publicitaires pour la liqueur Izarra (au fil du temps, la cruche gasconne est devenue un élément davantage identifié au Pays basque),. Le village de Cagnotte a également accueilli des tuileries,.
Étudié à partir des années 1990, le passé artisanal de la commune est mis en valeur dans deux expositions, en 2014 en 2015,,. Le village célèbre aussi cette histoire chaque année au mois de mai durant la « Mayade de l'argile », dans le quartier de l’Argile, riche en anciens gisements.